# Nicolaus-Cusanus-Gymnasium Bergisch Gladbach
Das Nicolaus-Cusanus-Gymnasium (NCG) ist ein staatliches Gymnasium in der Stadt Bergisch Gladbach, benannt nach dem deutschen Kirchenrechtler, Philosophen, Bischof und Kardinal Nikolaus von Kues.
Im Jahre 1888 begann mit der Gründung der privaten höheren Knabenbschule die Geschichte des Nicolaus-Cusanus-Gymnasiums. 1958 folgte der Umzug in das heutige Schulgebäude an der Reuterstraße nahe dem Stadtzentrum.
Das NCG gehört zu den größten Schulen Bergisch Gladbachs.

## Geschichte

### 1888 bis 1957
Das heutige Nicolaus-Cusanus-Gymnasium wurde 1888 als private höhere Knabenschule gegründet. Die Stadt übernahm die Trägerschaft im Jahr 1902. Das Provinzialschulkollegium erkannte die Schule 1906 als Progymnasium an.
1908 wurde erstmals eine Untersekunda abgeschlossen. 1908 übernahm die Stadt die private höhere Mädchenschule in ihren Haushalt, und 1909 wurde das neue Schulgebäude an der Viktoriastraße (Odenthaler Straße) durch beide höhere Schulen bezogen. 1927 erfolgte die Anerkennung der städtischen höheren Mädchenschule als Lyzeum.
Das Lyzeum wurde 1933 abgebaut und zugleich ein Realprogymnasium für Jungen und Mädchen eingerichtet. 1937 erfolgte der Aufbau zum Vollgymnasium (Oberschule), 1940 wurde zum ersten Mal die Reifeprüfung abgenommen. Auf Grund des Zweiten Weltkriegs kam 1945 der Unterricht vorübergehend zum Erliegen. Im November 1945 wurde die Schule als städtisches altsprachliches Gymnasium mit neusprachlichem Zweig für Jungen und Mädchen und Frauenoberschule i. E. wiedereröffnet, Schulleiter wurde Carl Lenaerts. 1947 erfolgte die Gründung der schulischen Vereinigung der Ehemaligen. Am 17. Juli 1956 wurde der Grundstein für das neue Schulgebäude an der Reuterstraße gelegt.

### 1958 bis 1982

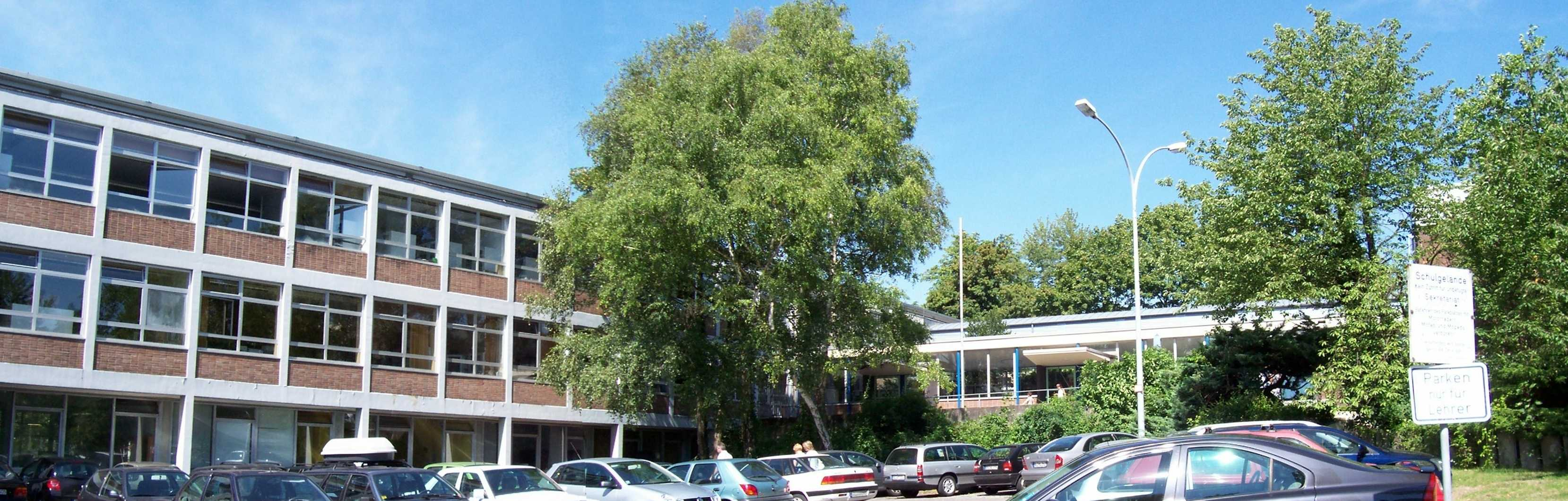
Schulgebäude an der Reuterstraße

Am 1. April 1958 wurde ein neues Schulgebäudes durch Superintendent Hans Encke und Weihbischof Wilhelm Cleven geweiht. Bis 1979 wurde das Gebäude um Turnhalle, Aula, Südtrakt und Pavillons (1970) erweitert.
1965 wurde die Erprobungsstufe eingeführt. 1966 erhielt die Schule den Namen Nicolaus-Cusanus-Gymnasium. Im selben Jahr wurde der Förderverein Vereinigung der Ehemaligen, Freunde und Förderer des Nicolaus-Cusanus-Gymnasiums Bergisch Gladbach e. V. als Nachfolger der seit 1947 bestehenden Vereinigung der Ehemaligen gegründet.
1965 war ein Sozialwissenschaftliches Mädchengymnasium eingerichtet worden, das 1966 eine eigene Leitung erhielt und seitdem selbstständig ist, seit 1972 als Städtisches Dietrich-Bonhoeffer-Gymnasium für Jungen und Mädchen. 1968 war am Nicolaus-Cusanus-Gymnasium mit der Entlassung der letzten Klasse (UII) der Abbau der Frauenoberschule abgeschlossen.
Zwischen 1971 und 1973 fand ein Oberstufenreformversuch, das sogenannte NCG-Modell, statt, in dessen Rahmen 1972 eine differenzierten Mittelstufe und 1973 eine differenzierten Oberstufe (KMK-Modell) eingeführt wurde.

### 1983 bis 2007

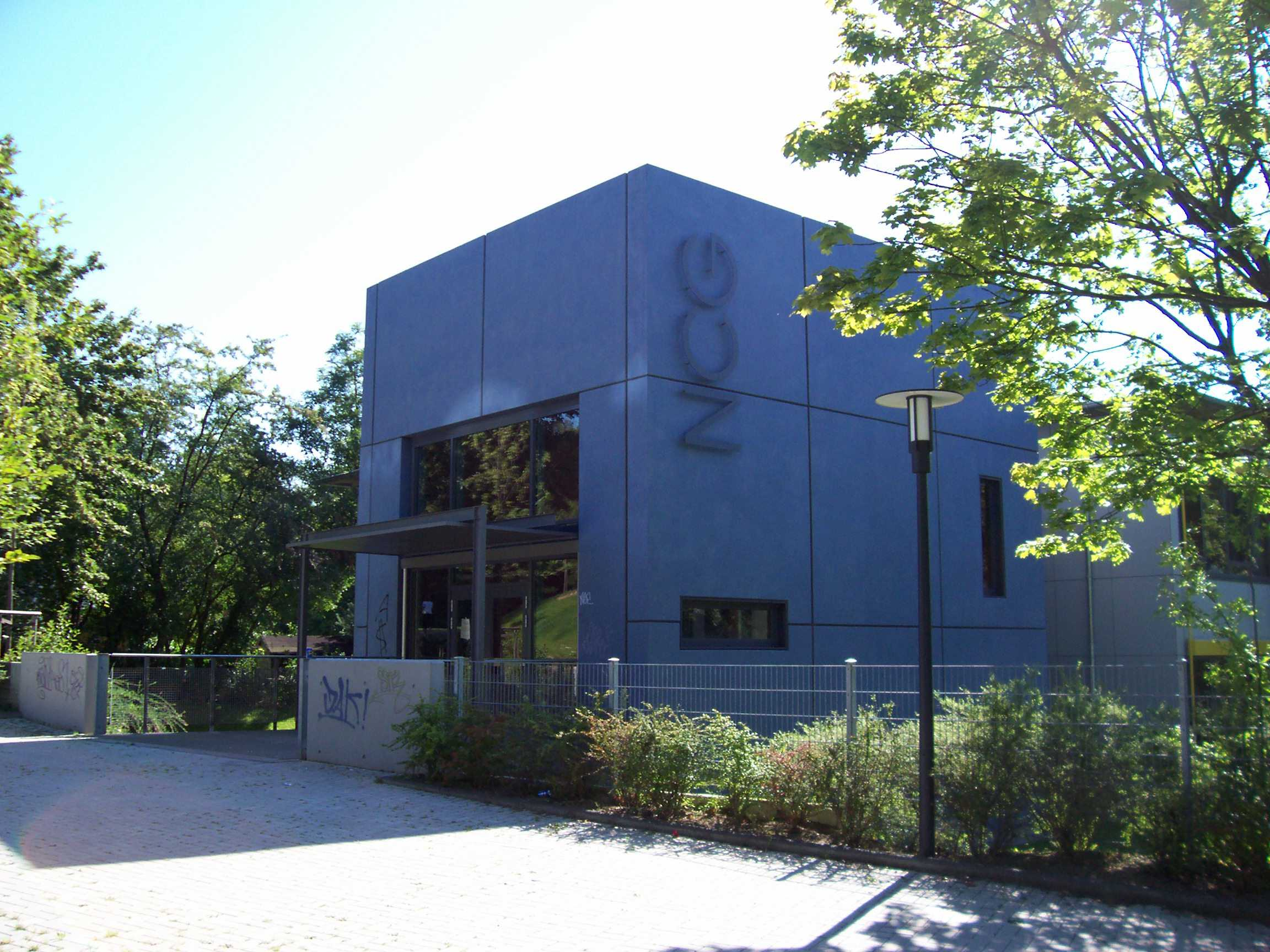
Der Neubau aus dem Jahr 2005

Ein neuer Bibliothekstrakt wurde 1993 erbaut und eröffnet. 1995 wurde die von ehrenamtlichen Helfern betriebene Cafeteria eröffnet, die 2011 umgebaut und für etwa 400.000 € neu gestaltet wurde. Mit Beginn des Schuljahres 2004/2005 erfolgte die Einschulung des letzten G9-Jahrgangs in die Sekundarstufe I. Am 21. September 2004 wurde durch Bürgermeisterin Maria Theresia Opladen und Schulleiter Norbert Liesenfeld der erste Spatenstich für einen neuen Trakt gesetzt. Das von dem Architekten Jürgen Kreft konzipierte Gebäude mit 10 Klassenräumen und einem Musiksaal wurde am 22. August 2005 bezogen.
2006 entstand nach dem Abriss des Pavillons („Westtrakt“) ein neuer Schulhof mit Ballspielfeldern und Kletterfelsen. Mit Beginn des Schuljahrs 2005/2006 wurde das G8-Abitur am NCG eingeführt. Das Bläserorchester des NCG, von Anfang an dirigiert durch Joachim Zinzius, gab am 18. November 2005 zu seinem 25-jährigen Bestehen ein Jubiläumskonzert.

### Seit 2008
Mit der Premiere am 25. Februar 2010 führten Schüler des NCG zum 25. Mal die alljährliche Kultur-Performance „Kultursplitter“ auf der Bühne der Schulaula auf. Am 15. April 2010 konnten drei mit neuester Schullabor- und Sicherheitstechnik ausgestattete Chemiefachräume eingeweiht werden.
Am 28. Februar 2012 demonstrierte die Schülerschaft für den Erhalt des derzeitigen Schulstandorts Reuterstraße in der Bergisch Gladbacher „Bildungslandschaft Nord“. Ein Bürgerbegehren unter dem Motto „Bildung braucht Platz: Das NCG muss bleiben!“ erbrachte im Juni/Juli 2012 deutlich mehr als 8000 Unterschriften und somit annähernd doppelt so viele wie erforderlich. Der städtische „Aktionsplan Schulen 2018“ griff die Forderung des Begehrens auf und sah nun den Erhalt des Schulstandorts und dessen Sanierung ab 2013 vor.
Im Rahmen eines Klavierkonzerts am 10. Januar 2013 wurde der nach über vier Jahrzehnten generalüberholte Steinway-Flügel der Schule eingeweiht und das Festjahr zum 125-jährigen Bestehen der Schule eröffnet.
Im Oktober 2014 wurden Planungen für eine Sanierung der Schulgebäude aus den 1960er-Jahren aufgenommen. Die Sanierung soll im Frühjahr 2020 beginnen. Dabei wird aus finanziellen Gründen auf einen vollständigen Neubau verzichtet und nur der älteste Teil der Schule, der Nordtrakt, abgerissen und durch einen Neubau ersetzt. Für die Bauzeit werden Verwaltungsbüros, das Lehrerzimmer sowie insgesamt 17 Schulklassen in Containern untergebracht.

### Schulleiter seit 1945
| Zeitraum  | Schulleiter / Schulleiterin                                                            |
| --------- | -------------------------------------------------------------------------------------- |
| 1945–1960 | Carl Lenaerts                                                                          |
| 1960–1963 | Heinrich Kellershohn                                                                   |
| 1963–1987 | Bernhard Weyer                                                                         |
| 1987–2002 | Barbara Witting                                                                        |
| 2002–2008 | Norbert Liesenfeld (seit 1992 stv. Schulleiter; 2002–2004 kommissarischer Schulleiter) |
| 2009–2018 | Inge Mertens-Billmann                                                                  |
| seit 2018 | Sven Hees                                                                              |

## Ehemalige Schüler
- Frank Ehrlacher, deutscher Journalist und Songautor
- Armin Falk, Preisträger des Gottfried-Wilhelm-Leibniz-Preises für Experimentelle Wirtschaftsforschung im Jahr 2009
- Werner Gatzer, deutscher Jurist und ehemaliger Staatssekretär im Bundesministerium der Finanzen
- Jens Halfwassen, Professor für Philosophie an der Ruprecht-Karls-Universität Heidelberg
- Yvonne Hopf, Paralympics-Siegerin im Schwimmen
- Andreas Kablitz, Professor für Allgemeine und Vergleichende Literaturwissenschaft sowie Romanistik an der Universität zu Köln, Preisträger des Gottfried-Wilhelm-Leibniz-Preises im Jahr 1997
- Frédéric A. Komp, Schauspieler
- Franz Heinrich Krey, Politiker
- Bastian Oczipka, Fußballspieler
- Renate Neumann, Schriftstellerin
- Jette Nietzard, Bundessprecherin der Grünen Jugend
- Winfried Schulze, Historiker
- Britta Siegers, Schwimmweltmeisterin und Paralympics-Siegerin
- Karlheinz Stockhausen,[18] bedeutender deutscher Komponist der Nachkriegszeit
- Andreas Zumach, Journalist, Aktivist der Friedensbewegung, Träger des Göttinger Friedenspreises 2009
- Marco Höger, Fußballspieler
- Tim Kampmann, Influencer
- Robert Lennerts[19], Bürgermeister von Odenthal
- Lukas Kenfenheuer[20] Musical-Darsteller

## Unterricht
- Verbindliches Zweisprachenmodell ab der 7. Klasse. Den Schülern steht die Fächerkombination Englisch/Latein sowie Englisch/Französisch zur Auswahl
- Wahlpflichtbereich II 9./10. Klasse: Französisch, Latein, Russisch, Biologie/Chemie, Mathematik/Informatik, Wirtschaft/Politik/Erdkunde, Kunst/Musik
- Sozialpraktikum in der Jahrgangsstufe 9
- Sportkompaktwochenkurs in der 10. Klasse (angeboten werden z. B.: Ski, Wildwasserkajak, Bergsport, Katamaran, Windsurfing)
- Betriebspraktikum in der Jahrgangsstufe EF
- Unterrichtsbeginn 7.50 Uhr, Unterrichtsschluss z. B. 13.15 Uhr (6. Stunde) oder 15.50 Uhr (9. Stunde)
- Ein bis zwei Langtage für die Schüler der Jahrgangsstufen 6, 8, 9 und 10,[21] das heißt Unterricht bis zur 8. bzw. 9. Stunde, mit 60-minütiger Mittagspause nach der 6. Stunde
- Lernstandserhebung in der 8. Klasse
- Zentrale Leistungsüberprüfung in der 10. Klasse
- Seit dem Einschulungsjahrgang 2005/2006 in die Sekundarstufe I, erwirbt man das Abitur nach erfolgreichem Abschluss der 12. Klasse der gymnasialen Oberstufe (G8-Abitur). Ab dem Einschulungsjahr 2018 gilt wieder G9.
- Der Sportunterricht wird in der Unterstufe mit 3 Wochenstunden erteilt. Ab der Mittelstufe gibt es nur noch 2 Sportstunden wöchentlich. Zwei Mehrzweckhallen und ein Gymnastiksaal auf dem Schulgelände sowie zusätzlich die benachbarten Anlagen des städtischen Stadions und des Rheinischen Turnerbundes werden hierfür genutzt. Unterricht in der Eishalle in Bensberg und im Kombibad Paffrath sind ebenfalls Bestandteil des Lehrplans. Die Kooperation mit dem Gymnasium in Herkenrath bietet die Möglichkeit zur Belegung des Sport-Leistungskursus.[22]
- Sozialpädagogin im Vormittagsbereich zur Unterstützung in pädagogischen Fragen sowie in der Übermittagsbetreuung.

## Kooperationen
- Allgemein: Kreissparkasse Köln
- Fachschaft Englisch: Volkshochschule
- Fachschaft Physik: DEUTA-Werke[23]

## Projekte und Angebote
- Ganztagsangebot 13plus
- Übermittagsbetreuung
- Mittagessen
- Cafeteria
- Mentoring durch Oberstufenschüler
- Zusammenarbeit mit der städtischen Max-Bruch Musikschule Bergisch Gladbach
- Bläserorchester, Big Band
- Streichorchester
- Chöre
- Theater-Arbeitsgemeinschaften
- Schul- und Projektbands – Blue Knight, Jäger's Meister, Neverless, NoName, Source, 3Strikes
- Video- und Medien-Arbeitsgemeinschaft
- Radfahrausbildung in der 6. Klasse
- Internationaler Schüleraustausch und Partnerschulen in Australien, Frankreich, Großbritannien und USA
- Bibliothek mit über 20000 Bänden und 5 Computerarbeitsplätzen[24]
- Exkursionen, Klassen- und Studienfahrten, Projekttage
- Hausaufgabenbetreuung für die 5. & 6. Klasse
- Förderunterricht für die 5. & 6. Klasse in Deutsch, Englisch, Latein, Französisch und Mathematik
- Computerkurs „European Computer Expert Pass“
- „University of Cambridge ESOL Examinations“ z. B. „Certificate in Advanced English (CAE)“
- DELF-Arbeitsgemeinschaften
- Religiöse Freizeiten für Oberstufenschüler
- Projekt „Junior“ des Instituts der deutschen Wirtschaft
- Projekt „POL&IS“ (Politik & internationale Sicherheit)[25] für Oberstufenschüler

## Kulturleben
Die alljährlichen Veranstaltungsreihen „Kultursplitter“ (seit 1986) und „Musik – Musik – Musik“ sind seit vielen Jahren regelmäßiger Bestandteil des schulischen Kulturlebens. Einzelne Kulturveranstaltungen ergänzen diese Programme regelmäßig, zum Beispiel:
der Unterstufenchor unter anderem mit:
- Musical „Tabaluga oder die Reise zur Vernunft“
- „Leben im All“ von Gerhard A. Meyer

Die seit 1985 bestehende Theater-AG der Oberstufe unter anderem mit:
- „Tango“ von Anton Dvorak
- „Die Preußen kommen“ von Claus Hammel
- „Jubiläum“ von George Tabori
- „Um Gottes Willen“ mit Autor Ephraim Kishon als Ehrengast[26]
- „Zieh den Stecker raus, das Wasser kocht“ von Ephraim Kishon

Seit 1980 besteht die Möglichkeit, im schuleigenen Bläserorchester und seit 1986 in einer Big Band mitzuwirken.

## Auszeichnungen
Am 1. März 2010 wurde der Schule der Titel Schule ohne Rassismus – Schule mit Courage verliehen.

## Wettbewerbe
Die Teilnahme von Schülern an regionalen, bis hin zu internationalen Schülerwettbewerben, gehört zum festen Bestandteil des Schulprogramms. Bei den nachfolgenden, renommierten Wettbewerben konnten in den vergangenen Jahren erste Plätze belegt werden:

### Ehemalige
- Internationaler Wettbewerb „Certamen Ciceronianum Arpinas“, 2004[29]
- Bundeswettbewerb Fremdsprachen, 2007[30][31]
- Landeswettbewerb „Certamen Carolinum“, 2009[32]
- Landeswettbewerb „Begegnung mit Osteuropa“, zuletzt 2010[33]

### Aktuelle
- Be Smart – Don’t Start[34], ab 2020
- Mathematikolympiade[35], ab 2020
- Internationale JuniorScienceOlympiade[36], ab 2020
- Vorlesewettbewerb[37], ab 2020

## Partnerschulen
Partnerschulen durch das Erasmus+ Programm
- OGEC DE L'INSTITUTION SACRE COEUR Rouen, Frankreich
- Istituto Comprensivo Pietro Vanni Viterbo, Italien
- Agrupamento de Escolas D. Sancho I V. N. Famalicão, Portugal

## Förderverein und Initiativen

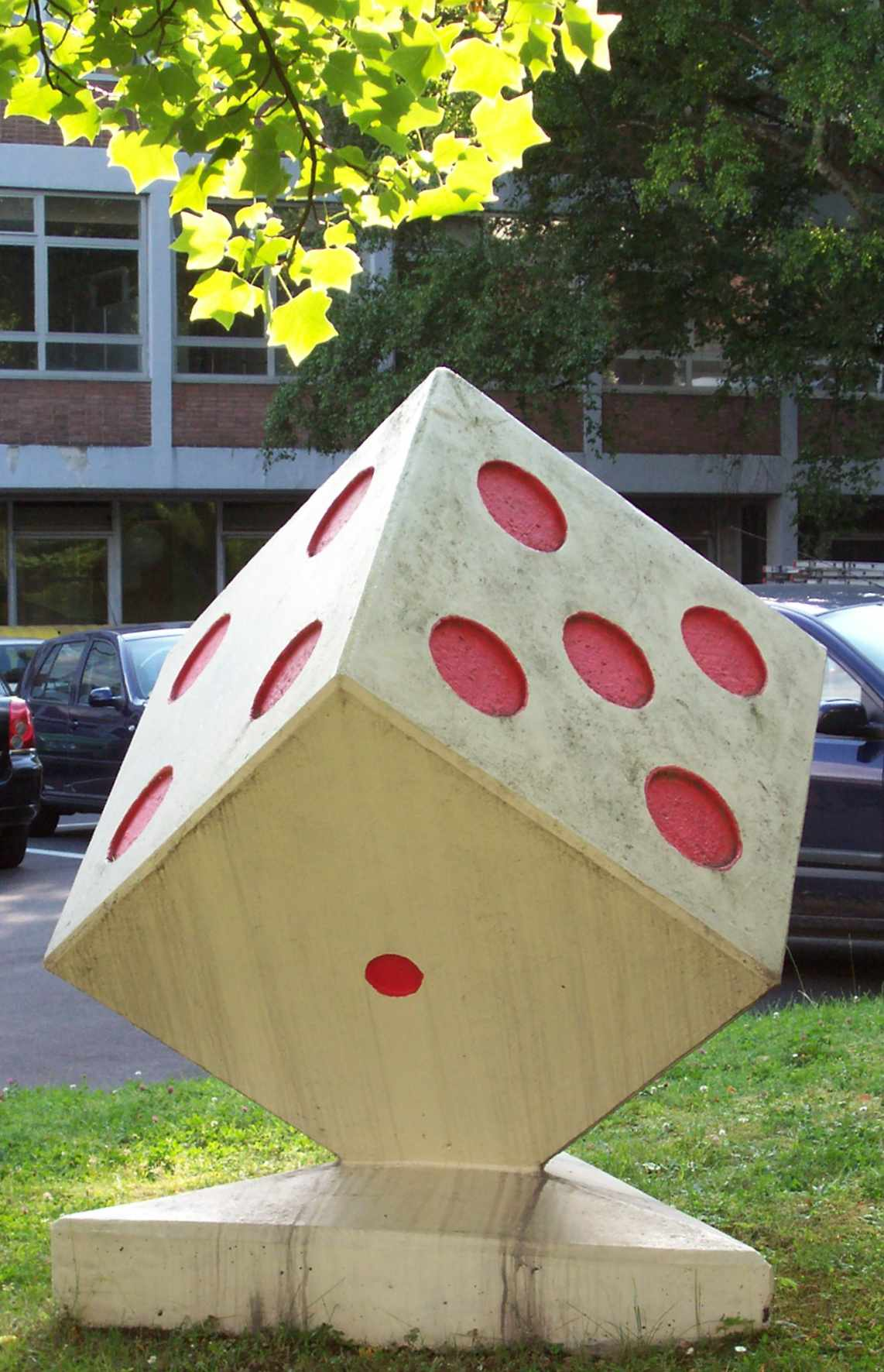
„Weyerscher Würfel“

- Unterstützung erfährt das NCG durch seinen Förderverein Vereinigung der Ehemaligen, Freunde und Förderer des Nicolaus-Cusanus-Gymnasiums Bergisch Gladbach e. V. (VEFF).[38] Die Vereinsmitglieder erhalten jährlich die bereits seit dem Jahr 1966 regelmäßig erscheinende Jahresschrift, in der man informativ und unterhaltend das vergangene Schuljahr Revue passieren lässt.
- An der Schule wird die Schülerzeitung Impuls herausgegeben, seit 2011 das Nachfolgeprojekt der Schülerzeitung Lautschrift.
- NCG Alumni – Das Alumni-Netzwerk[39] ist die offizielle Bezeichnung der Ehemaligendatenbank des NCG.
- Mit der Teilnahme am Programm Selbstevaluation in Schulen (SEIS) soll die Planung zukünftiger Schwerpunkte des NCG unterstützt werden.
- Nach langjähriger Tradition hinterlassen die abgehenden Abiturientenjahrgänge jeweils ein kunstvoll gestaltetes „Denkmal“ auf dem Schulgelände; das älteste ist der nach dem ehemaligen Schulleiter Bernhard Weyer benannte „Weyersche Würfel“ an der Reuterstraße.